# Maison d'André Derain
Pour les articles homonymes, voir André Derain et Derain (homonymie).
La maison d'André Derain est située au 64 Grande Rue à Chambourcy dans les Yvelines.

## Historique
La Maison a appartenu aux familles des Bigot de Sainte Croix (dernier ministre des affaires étrangères de Louis XVI), des Bassan (marchands d’estampes) puis à André Derain. Le peintre yvelinois et fondateur du fauvisme avec Matisse et Vlaminck, acheta la propriété La Roseraie en juillet 1935. Il y accueille de nombreux artistes connus tels que Georges Braque, Balthus, Alberto Giacometti, André Dunoyer de Segonzac, Louise de Vilemorin, Edmonde Charles Roux et Paul Poiret ou encore Jean Renoir.
Le couple Derain s’installe à Chambourcy en janvier 1936, après avoir fait abattre des cloisons au rez-de-chaussée pour y créer un atelier. Le peintre, intéressé par les civilisations du monde entier, remplit rapidement la maison d’une vaste collection d’ouvrages.
Il y vécut, avec sa famille, jusqu’à sa mort, le 8 septembre 1954. Sa femme Alice conserva la demeure et y décède en 1975. Geneviève Taillade, la nièce de André Derain y vivra une dizaine d'années, c'est à elle que l'on doit la conservation de l'atelier de l'artiste.
En 1988, le chirurgien Albert Badault, achète la propriété, y réalise d'importants travaux et l'ouvre au public.
Le 17 octobre 2014, la commune de Chambourcy fait l’acquisition de la maison André Derain et de son parc qui sont inscrits à l'inventaire supplémentaire des monuments historiques depuis 1986.

## Ouverture au public
La maison a ouvert ses portes au public pour la première fois le 12 octobre 2019 après plus d’un an de travaux de restauration. L'objectif de ces travaux était de reconstituer le cadre dans lequel André Derain a travaillé et vécut, en redonnant à sa maison l'aspect de l'époque.
La Maison André Derain est depuis ouverte au public à l'occasion de visites guidées, organisées par l'Office de Tourisme Intercommunal Saint-Germain Boucles de Seine.
De nombreuses expositions et des événements y sont également organisés par la commune de Chambourcy.
La Maison est accessible gratuitement lors du dimanche des Journées européennes du patrimoine.

## Chronologie des expositions
- du 11 septembre au 1er octobre 2021 : Correspondances - expositions des sculptures de Sylvie Malys et des estampes de Kiyoshi Hasegawa
- du 4 au 28 novembre 2021 : Derain s'affiche - exposition d'affiches provenant de la collection personnelle de Geneviève Taillade, petite-nièce du peintre
- du 23 septembre au 2 octobre 2022 : Peinture - exposition des peintures de Hélène Legrand, peintre de la Marine
- du 24 mars au 16 avril 2023 : Derain intime - exposition des dessins provenant de la collection personnelle de Geneviève Taillade, petite-nièce du peintre
- du 26 mai au 29 mai 2023 : Visions gravées, rencontres estampées - exposition d'estampes à l'occasion de la Fête de l'Estampe, en partenariat avec Karianne Brevick, curatrice et l'association la Gravure Originale.